# Klipa 10 złotych 1933 Romuald Traugutt
Klipa 10 złotych 1933 Romuald Traugutt – próbna moneta dziesięciozłotowa w formie kwadratowej klipy, z odwzorowaniem w centralnej części, okolicznościowej monety 10 złotych 1933 Romuald Traugutt. Podobnie jak pierwowzór, była wybita w celu upamiętnienia 70. rocznicę powstania styczniowego. 
Jest jedną z czterech klip monet okolicznościowych wybitych w okresie złotowym II Rzeczypospolitej (1924–1939).

## Awers
W centralnej części na awersie znajduje się awers pierwowzoru – godło, czyli orzeł w koronie, napisy: „RZECZPOSPOLITA POLSKA” oraz „10 ZŁOTYCH 10”, a pod łapą orła znak mennicy.

## Rewers
W centralnej części na rewersie znajduje się rewers pierwowzoru – popiersie Romualda Traugutta, dookoła napis „ROMUALD TRAUGUTT”, po obydwu stronach popiersia napis „1863 1933”, z lewej strony, u dołu inicjały projektantki.

## Nakład
Monetę wybito Mennicy Państwowej, w srebrze, na kwadracie o wymiarach 34,6 × 34,6 mm, masie 22 – 30 gramów, z rantem gładkim, według projektu Zofii Trzcińskiej-Kamińskiej, w nakładzie 100 sztuk (stempel zwykły) i nieznanej liczbie sztuk (stempel lustrzany).

## Opis
Oś symetrii monety przechodzi przez przekątną kwadratu, na którym została wybita.
Mimo że klipa ta jest zaliczana do monet próbnych, nie ma na niej ani wypukłego ani wklęsłego napisu „PRÓBA”.
W katalogach podawana jest również informacja o istnieniu wersji:
- z identycznymi rysunkami awersu i rewersu z tym, że oś symetrii monety przechodzi przez środek dwóch przeciwległych boków kwadratu, a nie wzdłuż jego przekątnej (srebro, wymiary 35 × 35 mm, masa 20,83 grama, nakład nieznany)[1],
- klipy hybrydowej, z awersem klipy 5 złotych 1936 Żaglowiec. W tym przypadku jednak nie ma ostatecznej pewności, czy zdjęcie opublikowane w 1975 r. w katalogu jednej z aukcji zagranicznych nie miało pomyłkowo zamienionego zdjęcia awersu[1].

Na początku XXI w. wydawnictwo Nefryt wydało serię replik monet próbnych II Rzeczypospolitej, w tym również replikę klipy 10 złotych 1933 Romuald Traugutt. Wersja w srebrze tej repliki została wybita stemplem lustrzanym.

## Literatura
- Parchimowicz J.:Monety Rzeczypospolitej Polskiej 1919–1939, Nefryt, Szczecin, wydanie I, ISBN 978-83-87355-65-4